# Downtown (chanson)
Pour les articles homonymes, voir Downtown.
Singles de Petula Clark
True Love Never Runs Smooth
(1964) I Know a Place
(1965)
Downtown  est une chanson pop composée par l'auteur britannique Tony Hatch à la suite de sa première visite à New York. Il souhaitait alors la présenter au groupe The Drifters, mais lorsque la chanteuse Petula Clark écouta la chanson, elle lui proposa d'écrire les paroles pour qu'elles puissent atteindre le même niveau de qualité que la mélodie. 
La chanson fut enregistrée en 1964 et fut aussitôt un best-seller dans les versions anglaise, française (rebaptisée Dans le temps), italienne et allemande. Elle atteignit le sommet des ventes de disques aux États-Unis (Billboard Hot 100), remporta un Grammy en 1965 et reçu en 2003 un Grammy Hall of Fame Award. En 1976, Clark avait introduit des éléments disco pour remettre la chanson au goût du jour. Après le 11-septembre, la ville de New York employa la chanson pour ramener les touristes au cœur de la ville. 
En 2013, Petula Clark reprend sa chanson et en refait une nouvelle version sur son album Lost in You de 2013 avec de tous nouveaux arrangements, plus doux et modernes, lui donnant un second souffle. Sur cet album  Lost in you, Petula Clark reprend la chanson Imagine de John Lennon, dans des arrangements somptueux et d'une extrême douceur[non neutre]. On y entend aussi une reprise de la balade Love Me Tender que l'on connait d'Elvis Presley.